# Crema congelada

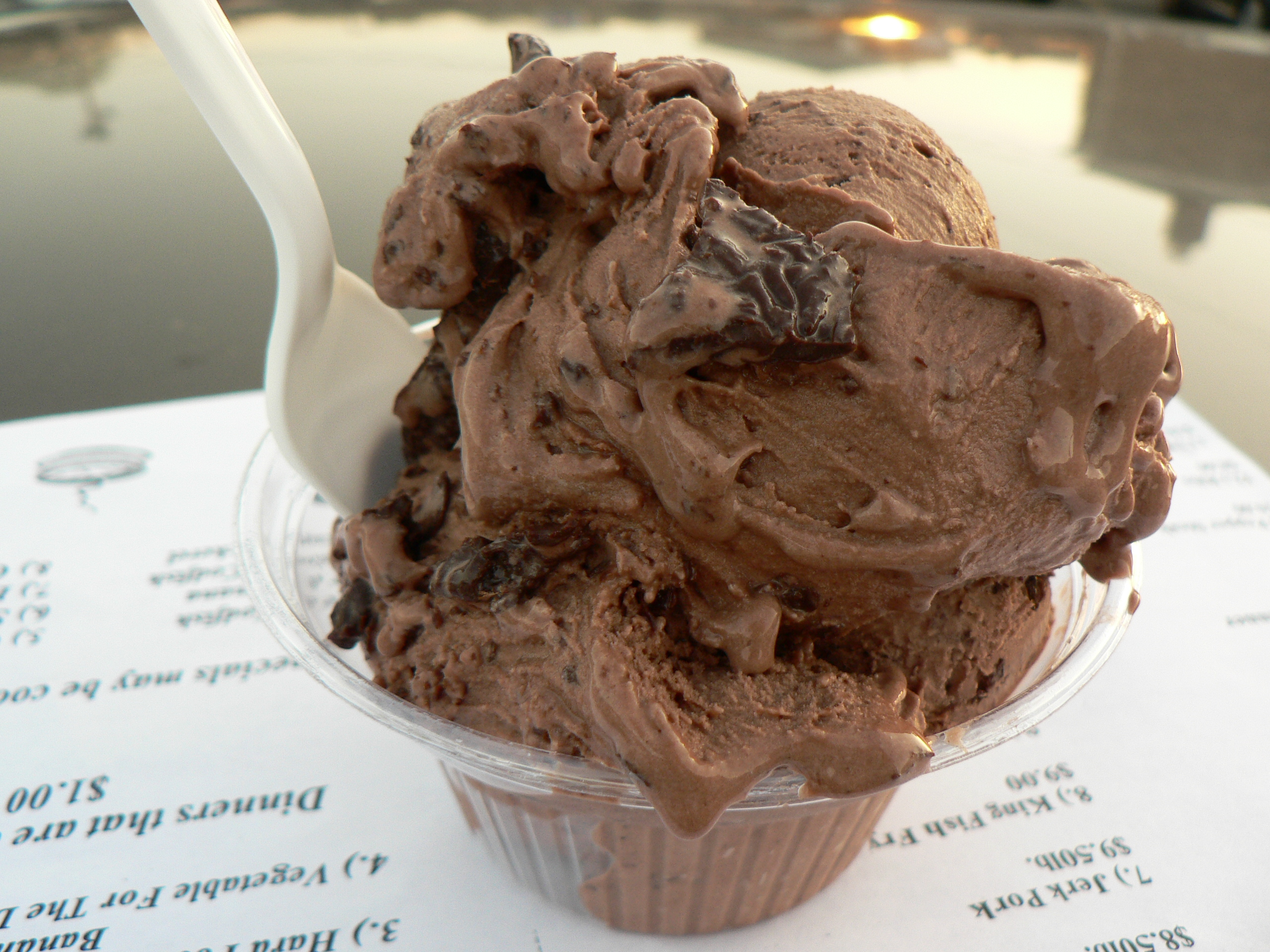
Crema congelada de chocolate

Crema congelada ("Frozen custard") es un postre congelado similar al helado, hecho con huevos además de crema y azúcar.
En los Estados Unidos, la Administración de Alimentos y Medicamentos exige que los productos comercializados como cremas congeladas ("frozen custards") contengan al menos un 10 por ciento de grasa butírica y 1.4 por ciento de sólidos de yema de huevo. Sí poseen menos sólidos de yema de huevo de lo indicado, se les considera helado ("ice cream"). En Reino Unido, la crema congelada ("frozen custard") no se diferencia de otros postres congelados. En cambio, sí se les da un nombre distinto de postres congelados pueden ser referidos a helados.

## Historia
La mayoría de las recetas de helados se llamarían hoy en día cremas congeladas, debido a las convenciones de nombres. El término moderno de crema congelada es principalmente utilizado como un método de diferenciación. Las recetas para cremas basadas en heladas han existido antes, especialmente en Francia. En algunas áreas de los Estados Unidos, la "crema congelada" o "flan" se ha convertido en un sinónimo de helado suave.